# Le Mesnil-Benoist
Le Mesnil-Benoist is een plaats en voormalige gemeente in het Franse departement Calvados in de regio Normandië. De plaats maakt deel uit van het arrondissement Vire.

## Geschiedenis
Tot 22 maart maakte de gemeente deel uit van het kanton Saint-Sever-Calvados, toen het kanton werd opgeheven en de gemeenten werden opgenomen in het kanton Vire. Op 1 januari 2017 fuseerde de gemeente met 9 andere gemeenten uit het voormalige kanton tot de commune nouvelle Noues de Sienne.

## Geografie
De oppervlakte van Le Mesnil-Benoist bedraagt 2,6 km², de bevolkingsdichtheid is dus 20 inwoners per km².
De onderstaande kaart toont de ligging van Le Mesnil-Benoist met de belangrijkste infrastructuur en aangrenzende gemeenten.

## Demografie
Onderstaande figuur toont het verloop van het inwonertal (bron: INSEE-tellingen).
Vanwege een beveiligingsprobleem met de MediaWiki Graph-software is het momenteel niet mogelijk deze grafiek weer te geven. Zodra de software is bijgewerkt zal de grafiek vanzelf weer zichtbaar worden.
Champ-du-Boult · Courson · Fontenermont · Le Gast · Le Mesnil-Benoist · Le Mesnil-Caussois · Mesnil-Clinchamps · Saint-Manvieu-Bocage · Saint-Sever-Calvados · Sept-Frères